# Vườn quốc gia Eucla
Vườn quốc gia Eucla là một vườn quốc gia ở Tây Úc, Úc.